# Trì Trọng Thụy
Trì Trọng Thụy (tiếng Trung: 迟重瑞, bính âm Hán ngữ: Chí Zhòngruì, tiếng Anh: Chi ChongRui) sinh ngày 23 tháng 12 năm 1952, xuất thân trong một gia đình có truyền thống trong nghệ thuật kinh kịch tại Bắc Kinh. Ông nổi tiếng trong vai Đường Tăng phim truyền hình Tây Du Ký.

## Tiểu sử và sự nghiệp
- Ông sinh ngày 23 tháng 12 năm 1952 tại Bắc Kinh.
- Năm 1981, ông tốt nghiệp Hệ diễn xuất Học viện kịch nói Thượng Hải. Từ năm 1982 ông đã tham gia nhiều bộ phim điện ảnh và truyền hình. Bộ phim Romance of a Calligrapher (Bút trung tình - 1982) do Vương Bá Chiêu (người sau này đóng vai Tiểu Bạch Long trong Tây Du Ký) đóng vai chính, This is not a Mistake (1982) Golden late Autumn (1983), Clash of the warlords (1986) là những bộ phim nổi bật có sự tham gia của Trì Trọng Thoại. Năm 1984, ông cũng đóng một vai trong phim "Đêm ở Cáp Nhĩ Tân".
- Trì Trọng Thụy gắn bó với nhân vật Đường Tăng một cách hết sức tình cờ. Năm 1986, Đài Truyền hình Trung ương Trung Quốc mời Trì Trọng Thoại về Bắc Kinh để đóng phim Tây Du Ký, khi đó Từ Thiếu Hoa đột ngột từ bỏ vai diễn của mình. Sau nhiều lần cân nhắc, lựa chọn, vai diễn này đã được giao cho Trọng Thụy.
- Năm 1989, sau khi bộ phim "Tây du ký" được phát hành, cũng là lúc cuộc đời nghệ thuật của ông sắp đạt đến đỉnh cao thì ông kiên quyết rời bỏ ngôi nhà điện ảnh mà ông yêu mến để tập trung vào lĩnh vực nghệ thuật đồ gia dụng bằng gỗ Tử Đàn. Từ đó đến nay, ông và vợ mình là Trần Lệ Hoa - Chủ tịch tập đoàn quốc tế Phú Hoa Hồng Kông - đã đổ nhiều tâm huyết cho việc lưu truyền văn hóa Tử Đàn của Trung Quốc. Tháng 9, 1999 họ đã nỗ lực hết mình để xây dựng viện bảo tàng tư nhân với quy mô sưu tập - nghiên cứu hàng đầu Trung Quốc, triển lãm nghệ thuật gỗ Tử Đàn và đồ gia dụng bằng gỗ Tử Đàn từ thời cổ. Cho đến nay, đã có rất nhiều lượt khách trong và ngoài nước đến tham quan và viết lời cảm nhận cho bảo tàng. Năm 2003, bảo tàng được Cục Du lịch Quốc gia phong tặng danh hiệu đơn vị du lịch bốn sao cấp quốc gia.
Trong thời gian đó, Trì Trọng Thụy đã từ chối rất nhiều lời mời đóng phim. Năm 1990 sau khi kết hôn, ông đã di cư sang Hồng Kông. Tuy nhiên năm 1998, đạo diễn Dương Khiết muốn quay tiếp phần sau của Tây Du Ký nên đã tìm đến ông. Trong phần hai, ông đóng vai Đường Tăng từ giữa tập 9 đến tập 16.
- Đến năm 2005, đạo diễn bộ phim "Giám Chân đại sư" đã đưa ra lời mời với Trọng Thụy. Sau nhiều lần đắn đo, ông đã quyết định tham gia bộ phim. Vậy là trên con đường nghệ thuật của mình, Trọng Thụy đã được vào vai hai nhân vật cao tăng đại đức nổi danh trong lịch sử Trung Quốc. Năm 2007, bộ phim được chính thức công chiếu và tạo được tiếng vang lớn trong xã hội, thêm một lần nữa khẳng định tài năng diễn xuất và niềm đam mê cũng như tâm huyết của ông với công việc lao động nghệ thuật.
- Năm 2007, Trì Trọng Thụy cùng các bạn diễn phim Tây Du Ký năm xưa tham gia bộ phim "Ngô Thừa Ân và Tây du ký". Một lần nữa ông đóng vai Đường Tăng.

## Trì Trọng Thụy trong Tây Du Ký

### Phần một
Trong phim Tây Du Ký phần một, Trì Trọng Thụy đóng vai Đường Tăng các tập 13, 17, 18, 19, 20, 21, 22, 23, 24 và 25, sau Từ Thiếu Hoa. Ngoài ra ông còn đóng vai Tĩnh Long Vương ở tập 13 Trừ yêu Ô Kê quốc và một vai thần tiên trong tập Tứ thám vô đáy động (chỉ xuất hiện khoảng nửa giây), một phần vai Sa Tăng tập 23. Ông còn tham gia hát một bài hát trong phim, có tên Tình không nguyệt nhi minh ở tập Tảo tháp biện kì oan. Trọng Thụy còn thể hiện ca khúc Đường Tăng trữ hoài tại chương trình chào xuân 1987 của đoàn phim có tên Tề Thiên lạc, sau có trong album nhạc phim Tây du ký. Vai Đường Tăng trong Tây du ký đã trở thành bước ngoặt lớn trong cuộc đời của Trì Trọng Thụy. Vai diễn của ông được nhiều người yêu thích.

### Phần hai
Trong phim Tây Du Ký phần hai, Trì Trọng Thụy đóng vai Đường Tăng từ tập 9 đến 16, sau Từ Thiếu Hoa.

## Nghề nghiệp khác
Hiện nay, ông đang là Hội viên Hiệp hội Nghệ thuật gia phim truyền hình Trung Quốc, cố vấn Hiệp hội Nghệ thuật diễn xuất Ma Cao, Phó Viện trưởng Viện Bảo tàng Tử Đàn, Tổng Giám đốc Công ty trách nhiệm hữu hạn đồ gia dụng Phú Hoa Hồng Kông.

## Đám tang của "Sa Ngộ Tĩnh" Diêm Hoài Lễ
| “ | Diêm Hoài Lễ là người trung hậu, thật thà, và rất nhiệt tình. Ngay từ lần đầu gặp mặt, tôi đã cảm nhận đựợc điều đó. Luôn nhẫn nại, mềm mỏng và chăm lo cho người khác. Bao nhiêu năm qua, từ lúc quay phim, đến những chuyến lưu diễn, tuyên truyền, con người của Diêm Hoài Lễ vẫn chưa bao giờ thay đổi. Tôi đến sau Lục Tiểu Linh Đồng một chút. Tôi nắm tay lão Diêm (cách gọi thân mật) và nói: "Sư phụ đến thăm con đây, con có nghe thấy không?". Bà Diêm ghé tai Diêm Hoài Lễ, bảo chú ấy nếu nghe thấy tôi nói thì hãy cho mọi người biết. Và chú ấy đã khóc, dù chân tay không động đậy, đôi mắt đã nhắm nghiền... | ” |